# Autobus Sippel

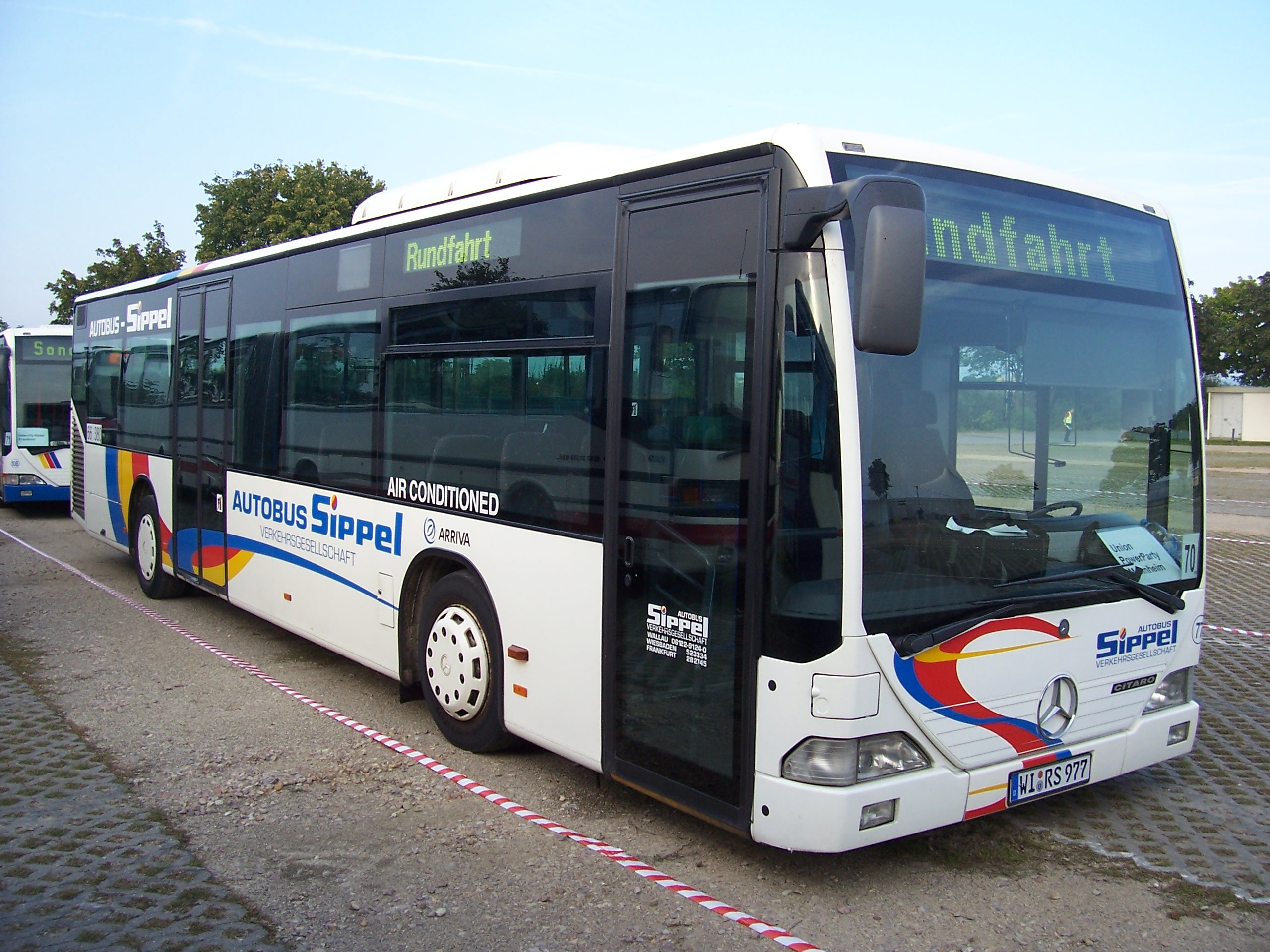
Mercedes-Benz Citaro-Ü

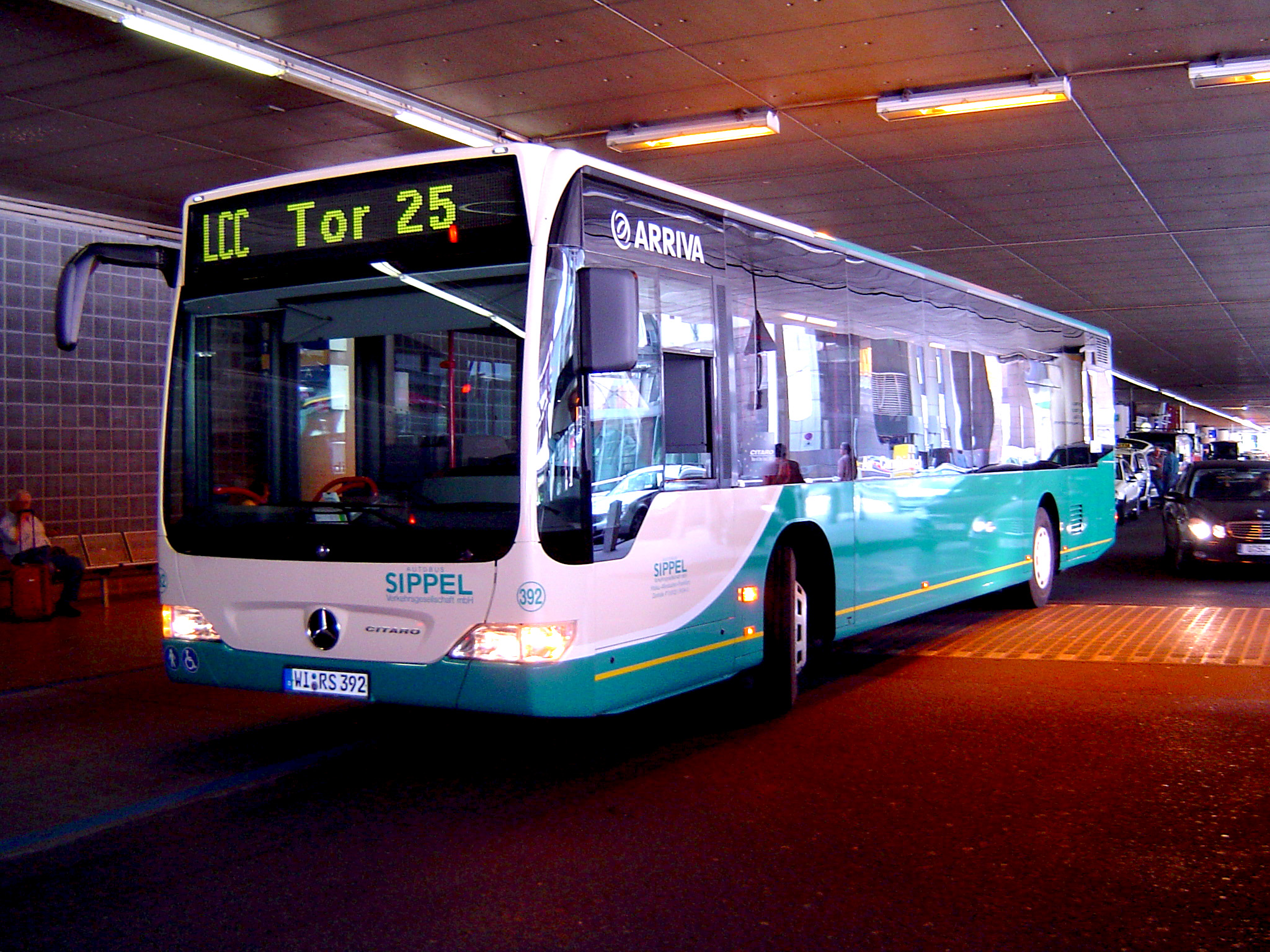
Mercedes-Benz Citaro in Arriva-Lackierung am Frankfurter Flughafen

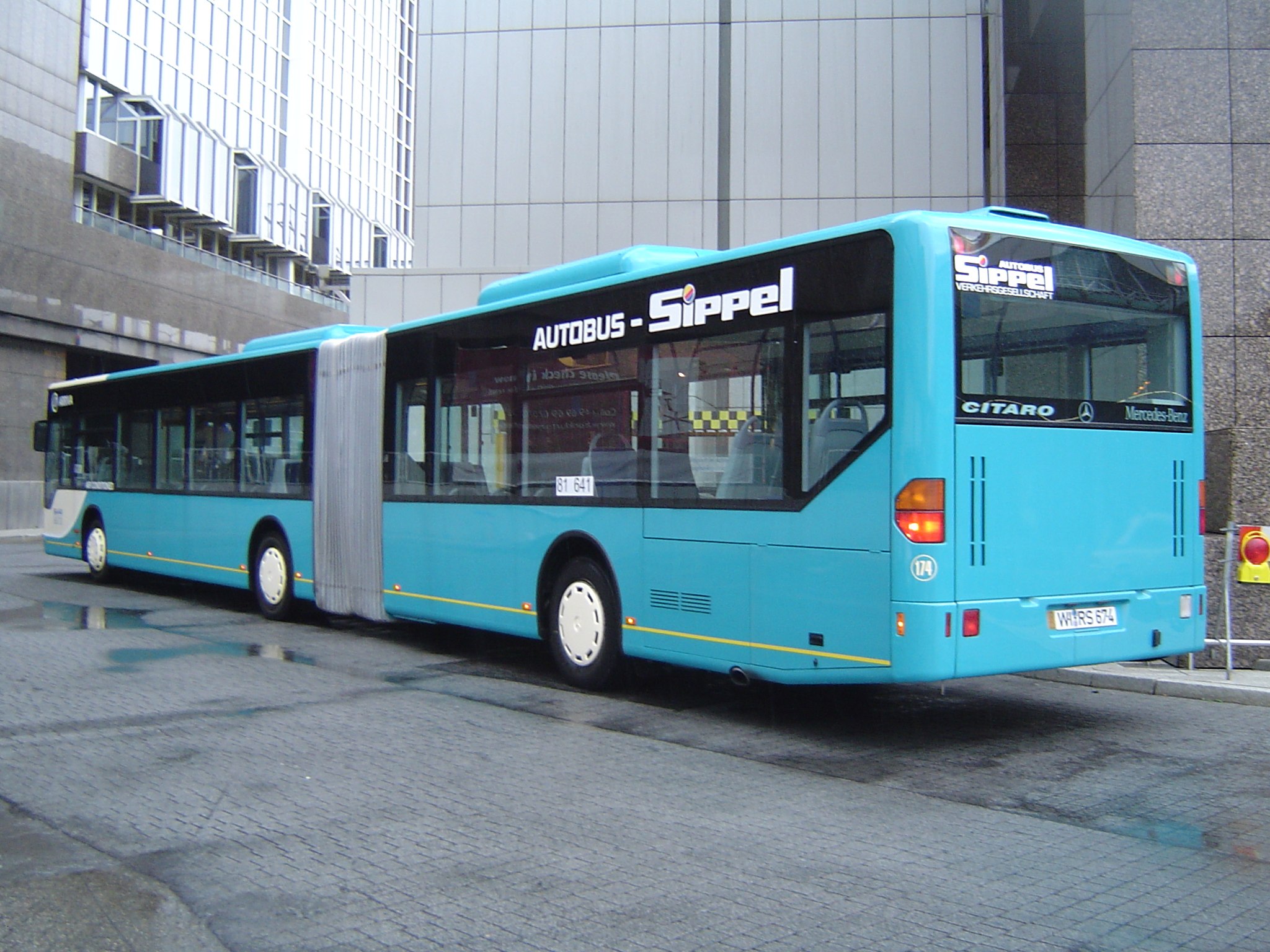
Mercedes-Benz Citaro G in Arriva-Farben

Die Autobus Sippel GmbH war ein 1928 als Karl Sippel Autobus- und Reiseunternehmen gegründetes Unternehmen, das Ende 2021 den Betrieb einstellte.

## Geschichte
Das 1928 als Karl Sippel Autobus- und Reiseunternehmen gegründete Unternehmen Autobus Sippel wurde im Jahr 2005 an die englische Gruppe Arriva verkauft. 2006 konnte zudem noch eine achtzigprozentige Beteiligung an der brandenburgischen Neißeverkehr erworben werden. Arriva Deutschland wurde 2010 an die italienische Netinera-Gruppe verkauft.

## Einstellung des Betriebs
Nach vorheriger Ankündigung wurde der Geschäftsbetrieb der Autobus Sippel zum Jahresende 2021 eingestellt. Hintergrund sei der zunehmende Preisdruck bei ÖPNV-Ausschreibungen, der zum Verlust zahlreicher Aufträge führte.

## Verkehre
Die Unternehmensgruppe war im Stadt-, Crew-, Berufs-, Flughafen- und im Schülerverkehr tätig.

### Nahverkehrslinien
Das Unternehmen betrieb ÖPNV-Linien, darunter zuletzt:
- Das Linienbündel C der traffiQ in Frankfurt am Main
- Als Subunternehmer der Mainzer Verkehrsgesellschaft auf verschiedenen Linien in Mainz und Wiesbaden
- Als Subunternehmer auf den Linien 502, 804, 806, 834 der Hessischen Landesbahn

Im Juli 2007 erteilte der Rhein-Main-Verkehrsverbund Autobus Sippel den Zuschlag für den siebenjährigen Betrieb der ausgelaufenen Linie 806, welche in die zwei Linien 262 (Wiesbaden – Hofheim) und 263 (Hofheim – Königstein) aufgeteilt wurden. Diese Linie wurde auch nach 2014 weiterhin betrieben.
Von Sommer 2006 bis Winter 2011 wurde auch die Linie 208 (Erlangen – Effeltrich) im Verkehrsverbund Großraum Nürnberg von der Firma Sippel bedient.

## Fahrzeugflotte

### Linienverkehr
- Mercedes-Benz O 405 N² (ausgemustert)
- Mercedes-Benz O 407 (ausgemustert)
- Mercedes-Benz Citaro G (Gelenkbus)
- Mercedes-Benz Citaro
- Mercedes-Benz Cito
- Mercedes-Benz Sprinter,
- Volvo 7700
- Volvo 7700A (Gelenkbus)
- Solaris Urbino 12
- MAN NG363 Gelenkbus

### Busvermietung und Reiseverkehr
- Mercedes-Benz Tourismo